# Пивоварна Галата
„Галата“ АД е бивша пивоварна фабрика – акционерно дружество със седалище град Варна, основано през 1907 г., прекратило дейността си през 1927 г.

## История на пивоварната
През 1907 г. във Варна се основава Варненското акционерно пивоварно дружество „Галата“.  Дружеството построява пивоварна фабрика със същото наименование в местността Карантината. Главният депозитен склад на фабриката е на ул. „Кракра“ № 1. 
На 29 август 1909 г. фабриката е официално открита с тържествен водосвет в присъствието на акционери и гости, които са почерпени с новото пиво „Галата“.
Варненската пивоварна произвежда светло пиво пилзенски тип и черно пиво „мюнхенски тип“.
През 1915 г. Варненският общински съвет на основание Закона за насърдчение на индустрията отпуска безплатно на пивоварното дружество общински земи в местността „Карантината“ – с Решение № 244/18.04.1915 г. – 2000 m² и с Решение № 307/29.04.1915 г. – още 8080 m². 
Спадът в производството на бира в България, особено след 1925 г., дължащ се на тежката акцизна политика на българското правителство, за сметка на поощряване на винарската индустрия, принуждава собствениците на пивоварни фабрики в България да образуват на 3 април 1927 г. пивоварен картел, в който влизат всички съществуващи към момента 18 фабрики, вкл. и тази във Варна. По решение на картела се затварят 12 пивоварни фабрики, сред които и варненската пивоварна. Затворените фабрики спират производство и част от тях продължават да функционират само като депозитни складове за продажба на пиво на останалите 6 действащи пивоварни. Създаването на картела не успява да преодолее спада и различията и през 1931 г. пивоварния картел престава да съществува.
Съгласно решението на картела от 1927 г. пивоварната фабрика „Галата“ преустановява производството на бира. Варненската, плевенската и ломската пивоварна започват да пласират шуменско пиво. 
Впоследствие „Галата“ АД се насочва към други дейности и става помощно предприятие на „Текстил“АД – Варна. Дружеството притежава земеделско стопанство, състоящо се от ниви, лозя, гори, паркове и мелници в селата Микре и Сопот, Ловешко. Занимава се със земеделско производство, търговия, банково дело, мелничарство, електрификация, консервиране чрез охлаждане на хранителни продукти, угояване, консервиране и износ на заклан добитък и продукти от него, срещу което внася суров текстилен материал, мореплаване, внос и представителство в чужбина.  Дружеството е национализирано през 1947 г.